# Distance génétique (génétique des populations)
Pour les articles homonymes, voir Distance génétique.
En taxonomie, la distance génétique est une mesure de la divergence génétique entre deux populations ou molécules. 
Historiquement, cette mesure était uniquement déduite des différences de fréquence allélique, mais aujourd'hui d’autres informations sont aussi parfois utilisées.

## Méthodes de calcul
Plusieurs méthodes de calcul de la distance génétique ont été proposées. Sont ici indiquées les plus courantes.
Tout le long de cet article, nous noterons {\displaystyle X} et {\displaystyle Y} les deux populations étudiées, et respectivement {\displaystyle X_{u}} et {\displaystyle Y_{u}} les fréquences pour le u-ème allèle du l-ième loci. On examine {\displaystyle L} loci.

### Distance génétique de Nei
Cette mesure a été proposée en 1972 par le biologiste nippo-américain Masatoshi Nei sous la forme suivante :
{\displaystyle {\begin{aligned}D=-\ln {\frac {\sum \limits _{l}\sum \limits _{u}X_{u}Y_{u}}{\sqrt {(\sum \limits _{l}\sum \limits _{u}X_{u}^{2})(\sum \limits _{l}\sum \limits _{u}Y_{u}^{2})}}}\end{aligned}}}
{\displaystyle D} varie entre 0 et l’infini. Ce modèle suppose que les différences génétiques entre les deux populations sont dues à la dérive génétique et à des mutations.

## Représentations graphiques
On souhaite souvent comparer plus de quatre populations ou molécules ce qui pose le problème d’une représentation efficace de ces données. La solution généralement adoptée consiste à ramener les données à une représentation en deux ou trois dimensions, à l’aide des méthodes développées en statistique multivariée, et notamment l’analyse en composantes principales.